# Liste de films allemands sortis dans les années 1920
Voici une liste (non exhaustive) de films du cinéma allemand des années 1920, époque marquée par l'expressionnisme allemand. 

## De 1919 à 1924
- 1919 : Le Cavalier bleu (Der Knabe in Blau) Réal. Friedrich Wilhelm Murnau
- 1919 : Satanas Réal. Friedrich Wilhelm Murnau
- 1920 : Le Cabinet du docteur Caligari (Das Cabinet des Dr. Caligari) Réal. Robert Wiene
- 1919 : La Métisse (Halbblut) Réal. Fritz Lang
- 1919 : Le Maître de l'amour (Der Herr der Liebe) Réal. Fritz Lang
- 1919 : Les Araignées - 1 : Le Lac d'or (Die Spinnen - 1. Teil: Der Goldene See) Réal. Fritz Lang
- 1919 : Harakiri Réal. Fritz Lang
- 1920 : Le Bossu et la Danseuse ou Le Baiser vert (Der Bucklige und die Tänzerin) Réal. Friedrich Wilhelm Murnau
- 1920 : Le Crime du docteur Warren (Der Januskopf) Réal. Friedrich Wilhelm Murnau
- 1920 : L'Émeraude fatale (Abend... Nacht... Morgen) Réal. Friedrich Wilhelm Murnau
- 1920 : La Marche dans la nuit (Der Gang in die Nacht) Réal. Friedrich Wilhelm Murnau
- 1920 : De l'aube à minuit (Von Morgens Bis Mitternacht) Réal. Karl Heinz Martin
- 1920 : Genuine Réal. Robert Wiene
- 1920 : Le Golem (Der Golem, wie er in die Welt kam) Réal. Paul Wegener
- 1920 : La statue qui marche, Das wandernde Bild Réal. Fritz Lang
- 1920 : Les Araignées - 2 : Le Cargo de diamants (Die Spinnen - 2. Teil: Das Brillantenschiff) Réal. Fritz Lang
- 1921 : La Découverte d'un secret (Schloss Vogelöd) Réal. Friedrich Wilhelm Murnau
- 1921 : Les Trois Lumières (Der müde Tod) Réal. Fritz Lang
- 1921 : Cœurs en lutte (Kämpfende Herzen) Réal. Fritz Lang
- 1922 : Marizza, genannt die Schmugglermadonna Réal. Friedrich Wilhelm Murnau
- 1922 : Nosferatu le vampire (Nosferatu, eine Symphonie des Grauens) Réal. Friedrich Wilhelm Murnau
- 1922 : La Terre qui flambe (Der brennende Acker) Réal. Friedrich Wilhelm Murnau
- 1922 : Le Fantôme (Phantom) Réal. Friedrich Wilhelm Murnau
- 1922 : Docteur Mabuse le joueur (Dr. Mabuse, der Spieler) Réal. Fritz Lang
- 1922 : Vanina (Vanina, Die Galgenhochzeit) Réal. Arthur von Gerlach
- 1923 : L'Expulsion (Die Austreibung) Réal. Friedrich Wilhelm Murnau
- 1923 : Le Montreur d'ombres (Schatten - Eine nächtliche Halluzination) Réal. Arthur Robison
- 1923 : Raskolnikov Réal. Robert Wiene
- 1923 : Le Trésor (Der Schatz) Réal. Georg Wilhelm Pabst
- 1924 : Les Finances du grand-duc (Die Finanzen des Grossherzogs) Réal. Friedrich Wilhelm Murnau
- 1924 : Le Dernier des hommes (Der letzte Mann) Réal. Friedrich Wilhelm Murnau
- 1924 : Les Mains d'Orlac (Orlacs Hände) Réal. Robert Wiene
- 1924 : La Ville sans Juifs (Die Stadt ohne Juden) Réal. Hans Karl Breslauer
- 1924 : Le Cabinet des figures de cire (Das Wachsfigurenkabinett Réal. Paul Leni
- 1924 : Comtesse Donelli (Gräfin Donelli) Réal. Georg Wilhelm Pabst
- 1924 : Les Nibelungen : La Mort de Siegfried (Die Nibelungen: Siegfried) Réal. Fritz Lang
- 1924 : Les Nibelungen : La vengeance de Kriemhild (Die Nibelungen : Kriemhilds Rache) Réal. Fritz Lang

## De 1925 à 1929
- 1925 : La Rue sans joie (Die Freudlose Gasse) Réal. Georg Wilhelm Pabst
- 1926 : Tartuffe (Tartüff) Réal. Friedrich Wilhelm Murnau
- 1926 : Faust, une légende allemande (Faust, eine deutsche Volkssage) Réal. Friedrich Wilhelm Murnau
- 1926 : La Montagne sacrée (Der heilige Berg) Réal. Arnold Fanck
- 1926 : Les Aventures du prince Ahmed (Die Abenteuer des Prinzen Achmed) Réal. Lotte Reiniger
- 1926 : Les Mystères d'une âme (Geheimnisse einer Seele) Réal. Georg Wilhelm Pabst
- 1926 : On ne badine pas avec l'amour (Man spielt nicht mit der Liebe) Réal. Georg Wilhelm Pabst
- 1927 : Metropolis Réal. Fritz Lang
- 1927 : L'Amour de Jeanne Ney (Die Liebe der Jeanne Ney) Réal. Georg Wilhelm Pabst
- 1927 : Berlin, Symphonie d’une grande ville  (Berlin: Die Sinfonie der Großstadt) Réal. Walter Ruttmann
- 1928 : Crise (Abwege) Réal. Georg Wilhelm Pabst
- 1928 : Les Espions (Spione) Réal. Fritz Lang
- 1929 : Loulou (Die Büchse der Pandora) Réal. Georg Wilhelm Pabst
- 1929 : Le Journal d'une fille perdue (Das Tagebuch einer Verlorenen) Réal. Georg Wilhelm Pabst
- 1929 : L'Enfer blanc du Piz Palü (Die weiße Hölle vom Piz Palü) Réal. Georg Wilhelm Pabst
- 1929 : La Femme sur la Lune (Frau im Mond) Réal. Fritz Lang